# Macedonian Open (1996-2000)
Il Macedonian Open è stato un torneo professionistico di tennis giocato su campi in terra rossa. Faceva parte delle ATP Challenger Series. Si è giocato annualmente dal 1996 al 2000 a Skopje, nella Repubblica di Macedonia.

## Albo d'oro

### Singolare
| Anno | Campione            | Finalista         | Punteggio     |
| ---- | ------------------- | ----------------- | ------------- |
| 1996 | Lars Jonsson        | József Krocskó    | 6–3, 6–1      |
| 1997 | Dušan Vemić         | Clemens Trimmel   | 6–3, 6–7, 6–3 |
| 1998 | Jordi Mas-Rodriguez | Tomas Behrend     | 6–3, 6–4      |
| 1999 | Vasilīs Mazarakīs   | Gergely Kisgyorgy | 6–1, 6–0      |
| 2000 | Oliver Gross        | Jurij Ščukin      | 7–5, 6–4      |

### Doppio
| Anno | Campioni                             | Finalisti                       | Punteggio     |
| ---- | ------------------------------------ | ------------------------------- | ------------- |
| 1996 | Nebojša Đorđević Aleksandar Kitinov  | Georg Blumauer Emanuel Couto    | 6–1, 6–1      |
| 1997 | Thomas Buchmayer Thomas Strengberger | Nebojša Đorđević Dušan Vemić    | 6–4, 7–6      |
| 1998 | Eduardo Nicolás Germán Puentes       | Andrej Merinov Andrej Stoljarov | 7–5, 3–6, 7–6 |
| 1999 | Gergely Kisgyorgy Steven Randjelovic | Federico Browne Lovro Zovko     | 6–1, 5–7, 7–6 |
| 2000 | Enzo Artoni Sergio Roitman           | Dejan Petrović Sebastián Prieto | 7–5, 5–7, 6–3 |